# Seznam českých velvyslanců v Dánsku
Seznam českých velvyslanců v Dánském království obsahuje vedoucí diplomatické mise České republiky v Dánském království. Již na počátku 13. století proběhly první vzájemné kontakty, když byli k českému králi Přemyslu Otakarovi I. na míšeňský dvůr vysláni dánští poslové, aby sjednali sňatek jeho dcery Markéty. Ta se roku 1205 provdala v Lübecku za dánského krále Valdemara II. Vítězného a stala se dánskou královnou Dagmar. Vzájemné diplomatické vztahy započaly po uznání Československa ze strany dánské monarchie 25. května 1919. Česká republika pak v lednu 1993 navázala s Dánským královstvím na předchozí diplomatické styky československého státního útvaru. 

## Velvyslanci České republiky
- od 1. 1. 1993,[pozn. 1] velvyslankyně Hana Ševčíková (v rámci Československa od září 1990 do 31. 12. 1992)
- od 9. 10. 1995, velvyslanec Alois Buchta
- od 10. 3. 2000, velvyslankyně Marie Košťálová
- od 25. 10. 2004, velvyslanec Ivan Jančárek
- od 7. 7. 2008, velvyslanec Zdeněk Lyčka
- od 8. 10. 2013, velvyslanec Jiří Brodský
- od 29. 9. 2017, velvyslanec Radek Pech
- od 15. 12. 2023, velvyslanec Jiří Ellinger